# Сади (Лодзинське воєводство)
Сади (пол. Sady) — село в Польщі, у гміні Житно Радомщанського повіту Лодзинського воєводства.
Населення — 112 осіб (2011).
У 1975—1998 роках село належало до Ченстоховського воєводства.

## Демографія
Демографічна структура станом на 31 березня 2011 року:
|          | Загалом | Допрацездатний вік | Працездатний вік | Постпрацездатний вік |
| -------- | ------- | ------------------ | ---------------- | -------------------- |
| Чоловіки | 61      | 14                 | 37               | 10                   |
| Жінки    | 51      | 9                  | 29               | 13                   |
| Разом    | 112     | 23                 | 66               | 23                   |